# Уилсон, Том (продюсер)
Томас Бланчард Уилсон-младший (англ. Thomas Blanchard Wilson Jr.; 25 марта 1931 — 6 сентября 1978) — американский музыкальный продюсер, наиболее известный своим сотрудничеством с Бобом Диланом, Фрэнком Заппой и The Mothers of Invention, а также с Simon and Garfunkel и The Velvet Underground в 1960-х годах.

## Биография

### Начало карьеры
Том Уилсон родился в 1931 году в Уэйко (штат Техас). Он учился в школе A.J. Moore Academy, а также был прихожанином баптистской церкви Новой Надежды (англ. New Hope Baptist Church). В молодости переболел туберкулёзом. Во время учёбы в Fisk University Уилсон был приглашён в Гарвардский университет, где стал работать на местной джазовой радиостанции WHRB. Это предопределило все его будущие достижения в музыкальном бизнесе.
По окончании Гарварда Уилсон на взятые в долг 900 долларов создал лейбл Transition Records с целью записывать передовых джазовых музыкантов того времени. Transition Records успел выпустить несколько альбомов, в том числе дебютный альбом джазового музыканта Sun Ra «Jazz by Sun Ra» и «Jazz Advance» Сесиля Тэйлора.
Успешная деятельность Уилсона на Transition Records помогла ему в 1957 году получить работу в United Artists Records. Он продолжал работать в качестве продюсера на различных джазовых лейблах, в том числе и в звукозаписывающей студии Savoy Records, где в 1961 году записал альбом Sun Ra «The Futuristic Sounds of Sun Ra» .

### Columbia Records
Получив работу на Columbia Records, Уилсон стал одним из «акушеров» фолк-рока. В 1963 году становится продюсером Боба Дилана при записи альбома «The Freewheelin’ Bob Dylan», заменив Джона Хэммонда. и сотрудничает с ним на ещё трёх ключевых альбомах Дилана 60-х: «The Times They Are a-Changin’» (1964), «Another Side of Bob Dylan» (1964) и «Bringing It All Back Home» (1965).
В 1964 году спродюсировал дебютный альбом дуэта Simon and Garfunkel Wednesday Morning, 3 A.M., который включал первоначальный акустический вариант песни «The Sound of Silence». Воспользовавшись интересом к песне радиослушателей во Флориде и вдохновлённый огромным успехом кавер-версии The Byrds на песню Дилана «Mr. Tambourine Man», Уилсон взял оригинальный трек акустического дуэта, и без ведома Пола Саймон и Арта Гарфанкеля добавил в сингл барабанные и электрогитарные аранжировки, тем самым подняв его на первое место в чартах США. После успеха песни Пол и Арт, которые на тот момент временно разошлись, снова воссоединились и включили её в свой одноимённый альбом (вышел в 1966 году).
После работы с Уилсоном, Дилан и Simon & Garfunkel сотрудничали с другим продюсером Columbia , Бобом Джонстоном, который спродюсировал их последующие студийные альбомы.

### Verve / MGM Records
В 1966 году Том Уилсон помогает подписать группе The Mothers of Invention контракт с лейблом Verve Records и берёт на себя обязанности продюсера на их дебютном альбоме Freak Out!, хотя многие[кто?] считают, что большую часть реальной работы в производстве альбома сделал лидер коллектива Фрэнк Заппа.
Кроме того, в 1966 году после того как британская группа The Animals ушла от продюсера Микки Моста, Уилсон стал продюсером их альбомов «Animalization» и «Animalism» . Тогда же, после выпуска этих альбомов оригинальный состав The Animals распался.
Также Том Уилсон был одним из продюсеров The Velvet Underground, при участии Лу Рида, Джона Кейла и Нико. Другой продюсерской деятельностью на лейбле Verve было продюсирование альбома группы Blues Project «Projections» (1966), с участием Эла Купера в качестве клавишника и вокалиста. В 1968 году, совместно с Чесом Чендлером (известен как оригинальный бас-гитарист The Animals и продюсер группы The Jimi Hendrix Experience) был сопродюсером одноименного дебютного альбома коллектива Soft Machine.
Уилсон скончался от сердечного приступа в Лос-Анджелесе в 1978 году.

## Достижения
Том Уилсон был одним из важных продюсеров (наряду со своими современниками, как Фил Спектор, Джордж Мартин, Брайан Уилсон и Тео Масеро) 1960-х годов. Он знал, как «поставить нужных людей на правильные проекты».
Уилсон сделал важный вклад в рок-н-ролльный звук Боба Дилана на альбоме «Bringing It All Back Home». В 1969 году в интервью Rolling Stone Ян Веннер спросил: «Было несколько статей о Уилсоне и что он сказал, что он тот, кто дал вам звук рок-н-ролла. Это так?» Дилан: «Он правда так сказал? Ну, раз он так сказал… [смеётся] удачи ему. [смеётся] Он не был далёк от истины. Это правда. Музыка у него была.» .
Фрэнк Заппа добавил «Том Уилсон был замечательным парнем. Он действительно был нам опорой… Я помню, первое, что мы записали было 'Any Way the Wind Blows' и всё получилось отлично. Затем мы сделали 'Who Are the Brain Police?' и я увидел через стекло, как он разговаривает по телефону с Нью-Йорком и говорит 'Я не знаю!'» «Он сильно выделялся. Когда он делал альбом, он точно знал что делает.»

## Избранная дискография
- 1956: Sun Ra: Sun Song
- 1956: Cecil Taylor: Jazz Advance
- 1961: Sun Ra: The Futuristic Sounds of Sun Ra
- 1963: Bob Dylan: The Freewheelin' Bob Dylan (4 трека, не указан)
- 1964: Bob Dylan: The Times They Are a-Changin'
- 1964: Bob Dylan: Another Side of Bob Dylan
- 1964: Simon and Garfunkel: Wednesday Morning, 3 A.M.
- 1965: Simon and Garfunkel: «The Sound of Silence» сингл (также одноимённый альбом 1965 г.)
- 1965: Bob Dylan: Bringing It All Back Home
- 1965: Bob Dylan: «Like a Rolling Stone» сингл (также альбом 1965 Highway 61 Revisited, совместно с Бобом Джонстоном)
- 1966: The Mothers of Invention: Freak Out!
- 1966: The Animals: Animalization
- 1966: Eric Burdon & The Animals: Eric Is Here
- 1967: The Mothers of Invention: Absolutely Free
- 1967: The Blues Project: Projections
- 1967: The Velvet Underground: The Velvet Underground & Nico (как постпродакшн редактор ремиксов, и продюсер трека «Sunday Morning»)
- 1967: Nico: Chelsea Girl
- 1968: The Velvet Underground: White Light/White Heat
- 1968: The Mothers of Invention: We're Only in It for the Money (в титрах значится как исполнительный продюсер)
- 1968: Eric Burdon & The Animals: The Twain Shall Meet
- 1968: Soft Machine: The Soft Machine (co-продюсер)
- 1968: The Fraternity of Man: The Fraternity of man[10]